# Cryptadia
Cryptadia é um gênero de mariposa pertencente à família Crambidae.